# Fred Testot
Pour les articles homonymes, voir Testo (homonymie).
Fred Testot (nom de scène de Frédéric Olivier Testot) est un comédien et humoriste français né le 20 février 1974 (ou selon certaines sources 1977,,,) à Boulogne-Billancourt (Hauts-de-Seine),.
Il débute et connaît la célébrité dans le duo comique Omar et Fred en collaboration avec Omar Sy.

## Biographie
Fred Testot grandit dans un village proche de Porto-Vecchio en Corse.

### Débuts et révélation télévisuelle (années 1990-2000)
Il débute sur Fun Radio avec Éric et Ramzy, avant de passer sur Radio Nova dans l'émission de Jamel Debbouze où il rencontre Omar Sy en 1997.
Ensemble, ils commencent leur carrière à la télévision sur Canal+ dans l'émission quotidienne de Jamel Debbouze, Le Cinéma de Jamel. Ils créent Le Visiophon, d'Omar et Fred, Les sketches d'Omar et Fred, les coming-nexts. Ils quittent Canal+ pendant deux ans pour créer  Omar et Fred, le spectacle, mis en scène par Brigitte Tanguy. Ils reviennent en 2005 sur Canal+ pour le Service après-vente des émissions avec l'auteur Bertrand Delaire.
Ils arrêtent leur programme court SAV en 2012. Fred Testot a déjà entamé une carrière au cinéma, séparément d'Omar Sy. En 2010, il évolue dans la comédie Le Siffleur, de Philippe Lefebvre, et joue dans Gardiens de l'ordre, sous la direction de Nicolas Boukhrief et aux côtés de Cécile de France.

### Comédies au cinéma (2011-2014)
En 2011, il joue dans trois comédies : Au bistro du coin, de Charles Nemes, Itinéraire bis, de Jean-Luc Perréard, face à Leïla Bekhti, et le remake La Guerre des boutons, sous la direction de Yann Samuell, avec Éric Elmosnino, Alain Chabat et Mathilde Seigner.
En 2012 il joue dans Sur la piste du Marsupilami, d'Alain Chabat, et dans les comédies de bande Dépression et des potes, d'Arnaud Lemort, et Sea, No Sex and Sun, de Christophe Turpin. Le Grand Méchant Loup, de Nicolas et Bruno, lui permet d'évoluer aux côtés de Kad Merad et Benoît Poelvoorde.
En 2014 au cinéma, s'il joue dans la comédie Bon Rétablissement !, de Jean Becker, il lance avec le producteur Thomas Plessis et le scénariste Ahmed Hamidi, une société de production spécialisée dans les contenus pour la TV , le cinéma et le Web, Dim Sum Entertainment. Elle édite en partenariat avec Dailymotion une chaîne vidéo de sketches et parodies baptisée la Dim Sum Academy. L'objectif de cette plateforme Web, également disponible sous forme d'application, est de proposer des contenus inédits, de promouvoir et d'assister de nouveaux talents.
La même année, il joue dans la pièce de théâtre Un singe en hiver, aux côtés d'Eddy Mitchell. L'adaptation du roman, signée Stéphan Wojtowicz, reprend en partie les dialogues de Michel Audiard extrait du film d'Henri Verneuil.
En 2015, il  participe à Monsieur Cauchemar, un film de Jean-Pierre Mocky, et évolue dans la comédie Arrête ton cinéma !, de Diane Kurys, avec Sylvie Testud, Josiane Balasko et Zabou Breitman, et revient à la télévision, dans un registre différents des rôles comiques.

### Virage dramatique à la télévision (depuis 2015)

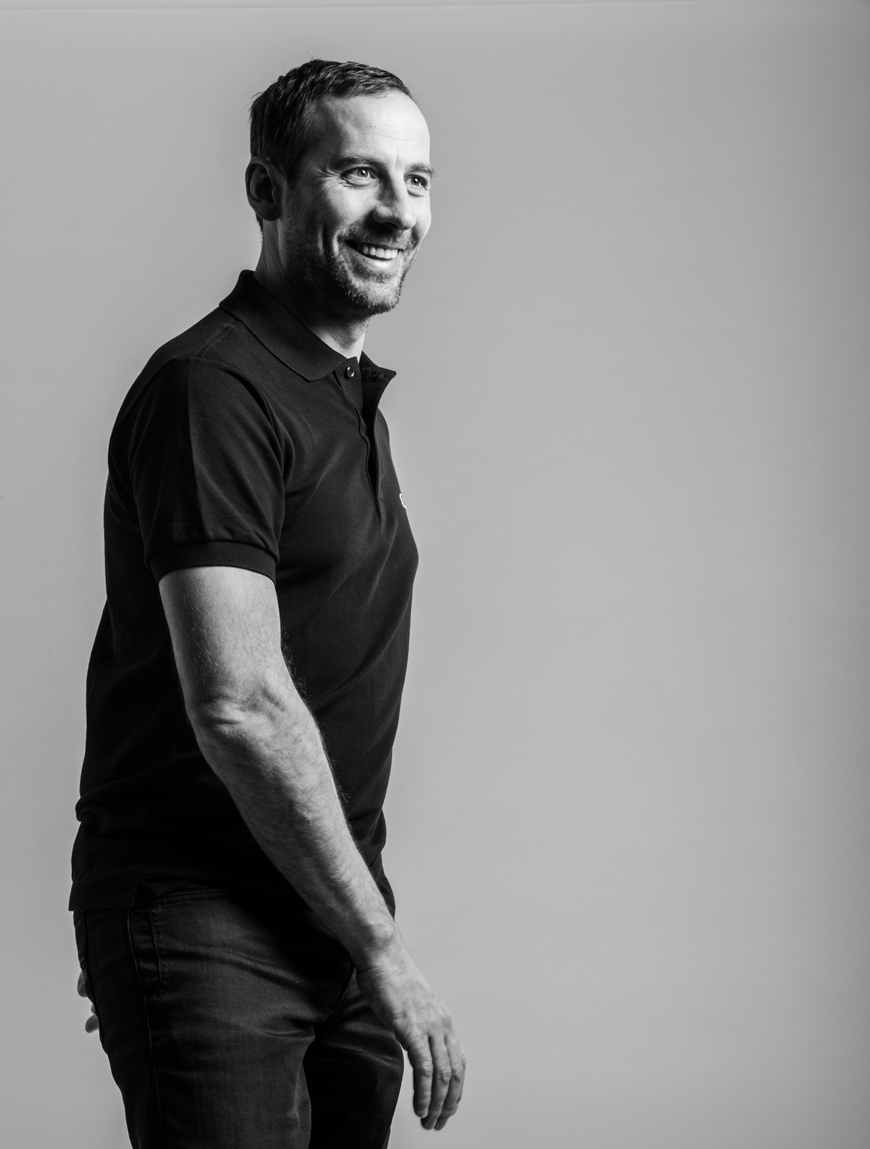
Fred Testot en 2015.

En janvier 2015, il joue aux côtés d'Odile Vuillemin dans L'Emprise un téléfilm dramatique de Claude-Michel Rome sur les violences conjugales, adapté d'un fait divers. Ce téléfilm atteindra une audience de 9,8 millions de téléspectateurs. Il revient ensuite sur Canal + pour une pastille humoristique, La Bande-annonce de Fred, diffusée dans le cadre du nouveau programme L'Émission d'Antoine.
L'année suivante, il est sur TF1 au casting de la série Sam, réalisée par Valérie Guignabodet, aux côtés de Mathilde Seigner. Lorsque la série est renouvelée pour une deuxième saison, ce sera avec Natacha Lindinger, mais toujours Testot à ses côtés.
En avril de la même année, il joue dans un registre dramatique en tête d'affiche du téléfilm historique de France 2, Rose et le soldat, de Jean-Claude Flamand Barny. Il y donne la réplique à la jeune Zita Hanrot.
En mai 2017, il travaille pour la marque de téléphonie SFR : il joue les pères de famille dans une série de publicités.
En septembre 2017, il joue aux côtés de Carole Bouquet dans une série thriller de TF1, intitulée La Mante. Cette série est achetée par Netflix et diffusée dans 190 pays.  En novembre de la même année, c'est à Marie-Josée Croze qu'il donne la réplique pour jouer un père de famille transgenre, dans L'Épreuve d’amour, d'Arnaud Selignac.
Ensuite, il enchaîne au cinéma avec À deux heures de Paris de Virginie Verrier (2018), La Source de Rodolphe Lauga (2019) et Lucky d'Olivier Van Hoofstadt (2020).

## Filmographie

### Comme acteur

#### Cinéma
- 2000 : La Tour Montparnasse infernale de Charles Nemes : le policier fumeur
- 2004 : Le Carton de Charles Nemes : David
- 2007 : Garage Babes de Julien Pelgrand : le patron (vidéo)
- 2008 : Seuls Two d'Éric et Ramzy : Xavier
- 2008 : Dans leur peau[10] d'Arnaud Malherbe : Joseph (court métrage)
- 2009 : Je vais te manquer d'Amanda Sthers : Pierrot
- 2009 : La Loi de Murphy de Christophe Campos : le responsable de la morgue, le réceptionniste, le candidat du jeu TV et le père de Luciano
- 2010 : Le Siffleur de Philippe Lefebvre : Xavier Mazini
- 2010 : Gardiens de l'ordre de Nicolas Boukhrief : Simon
- 2011 : Au bistro du coin de Charles Nemes : Manu
- 2011 : Itinéraire bis de Jean-Luc Perréard : Jean
- 2011 : La Guerre des boutons de Yann Samuell : le père Simon
- 2012 : Sur la piste du Marsupilami d'Alain Chabat : Hermoso
- 2012 : Dépression et des potes d'Arnaud Lemort : Franck
- 2012 : Sea, No Sex and Sun de Christophe Turpin : Guillaume
- 2013 : Le Grand Méchant Loup de Nicolas et Bruno : Henri
- 2014 : Bon Rétablissement ! de Jean Becker : Maxime
- 2015 : Monsieur Cauchemar de Jean-Pierre Mocky : Bude
- 2015 : Arrête ton cinéma ! de Diane Kurys : Adrien
- 2016 : Pattaya de Franck Gastambide : le pilote d'avion
- 2018 : À deux heures de Paris de Virginie Verrier : Bruno
- 2019 : La Source de Rodolphe Lauga : Patrick
- 2020 : Lucky d'Olivier Van Hoofstadt : le motard de la police
- 2021 : En passant pécho de Julien Royal : Arsène Van Gluten
- 2021 : Haters de Stéphane Marelli : M. Guiniou
- 2022 : Les Volets verts de Jean Becker : Narcisse
- 2023 : Je verrai toujours vos visages de Jeanne Herry : Thomas
- 2023 : Marinette de Virginie Verrier : l'entraineur de Brienne
- 2025 : Le Routard de Philippe Mechelen : Boris
- 2025 : La Venue de l'avenir de Cédric Klapisch : Félix Nadar

#### Télévision

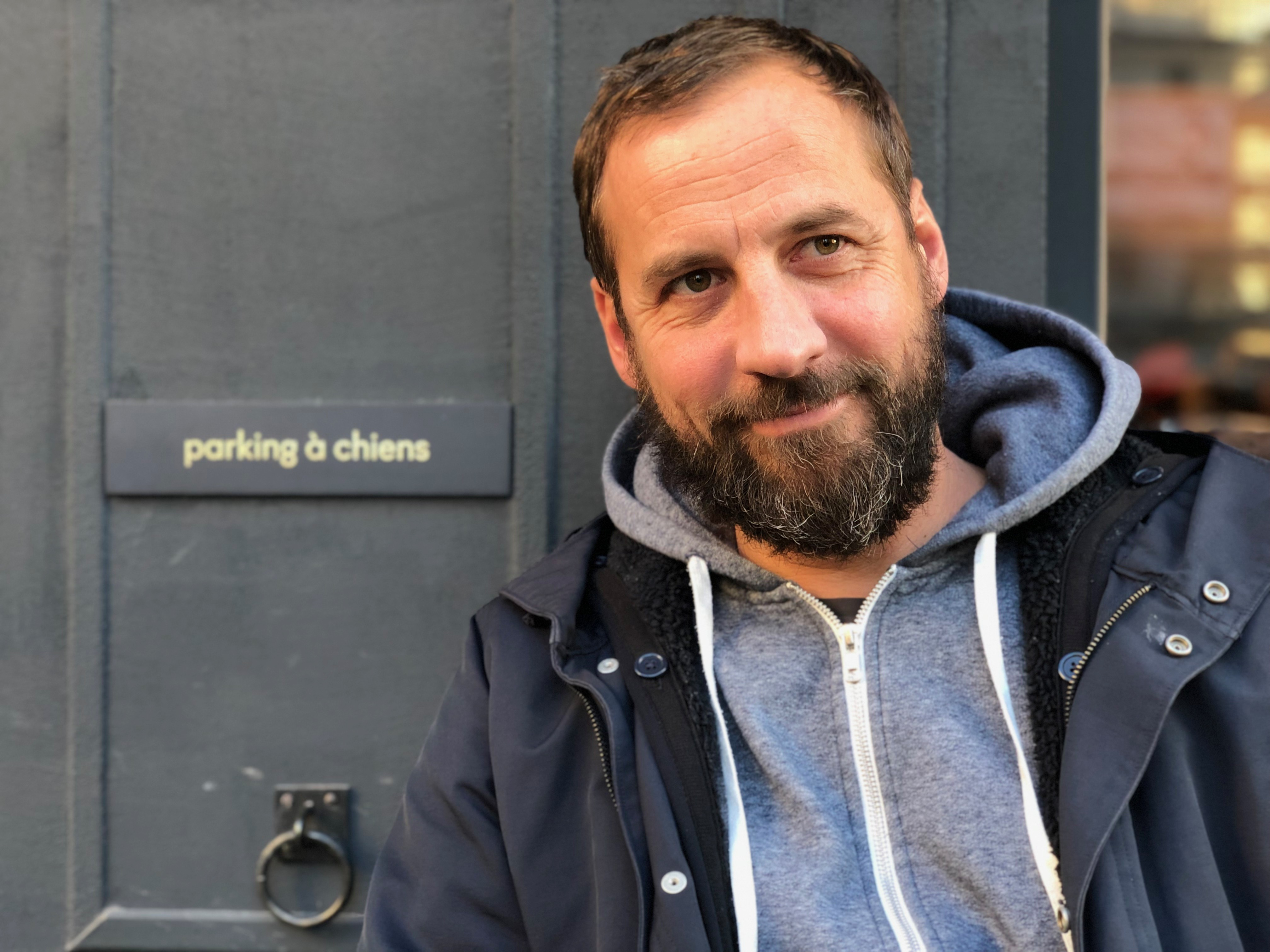
Fred Testot pendant le tournage de la série Faites des gosses de Philippe Lefebvre en 2019.

- 1998 : Le Cinéma de Jamel, programme court de Nulle part ailleurs
- 2002 : Caméra Café, série créée par Bruno Solo, Yvan Le Bolloc'h et Alain Kappauf : Julien (saison 2, épisode 3)
- 2003 - 2012: Les Guignols de l'Info : voix additionnelles
- 2005 - 2012 : Service après-vente des émissions, série créée par Omar Sy, Fred Testot et Bertrand Delaire
- 2010 : Le Pas Petit Poucet, téléfilm de Christophe Campos : papa bûcheron et Jean Doumé
- 2010 : Conte de la frustration, téléfilm de Didier Daarwin et Akhenaton : Stef
- 2013 : Platane, série créée par Éric Judor et Hafid F. Benamar : acteur invité (saison 2)
- 2013 : Y'a pas d'âge, série créée par Jérôme Commandeur et Kevin Knepper : Luc (saison 1, épisode 4)
- 2014 : L'Emprise, téléfilm de Claude-Michel Rome : Marcello Guillemin
- 2015 : Rose et le soldat, téléfilm de Jean-Claude Flamand Barny : Jacques Meyer
- 2015 : La Bande-annonce de Fred, programme court de L'Émission d'Antoine sur Canal Plus
- 2016 - en cours : Sam : Xavier Bordat, proviseur et petit ami de Sarah-Amélie « Sam » (depuis la saison 1)
- 2017 : La Mante, série d'Alexandre Laurent : Damien Carrot
- 2017 : L’épreuve d’amour, d'Arnaud Sélignac : Paul
- 2019 : Le Temps est assassin, de Claude-Michel Rome : Cervone
- 2020 : Platane (saison 3), série d'Éric Judor : Fred
- 2020 : Faites des gosses, série de Philippe Lefebvre : Serge
- 2020 : Crimes parfaits, épisode La Messe est dite de Philippe Bérenger : Renaud Husson
- 2021 : Le Grand Restaurant : Réouverture après travaux de Romuald Boulanger
- 2021 : Intraitable de Marion Laine : Gabriel Rivalan
- 2021 : La Mort est dans le pré d'Olivier Langlois : Étienne Barjac
- 2023 : Heureusement qu'on s'a d'Anne Giafferi : Franck
- 2023 : Rictus d'Arnaud Malherbe : Stéphane
- 2024 : L'Incroyable Embouteillage 2 : Vive les mariés ! de David Charhon : Ben
- 2024 : Père Noël à domicile de Manu Joucla : Cédric
- 2024 : Mortelle raclette de François Descraques
- 2025 : Ghosts : Fantômes en héritage, mini-série d'Arthur Sanigou : Roland Givorant
- 2025 : Scènes de ménages (prime) : Damien
- 2025 : LOL : qui rit, sort ! : participant saison 5 (émission, Prime Vidéo)
- 2026 : Bêtes de flic de Slimane-Baptiste Berhoun : Jean-François

#### Clips
- 2013 : 20 ans de Zazie

#### Publicité
- 2017 : SFR[11]
- 2019 : Xiaomi
- 2019 : Burger King

### Comme scénariste
- 2011 : Au bistro du coin de Charles Nemes
- 2020 : Publicité télévisée Cheerz

### Comme réalisateur
- 2022 : Quelle histoire ! (court métrage)

## Doublage

### Cinéma

#### Films
- 2020 : Le Seul et Unique Ivan : Bob le chien (Danny DeVito) (voix)

#### Films d'animation
- 2004 : Frère des ours : le second mouflon
- 2009 : Volt, star malgré lui : deux pigeons et le gros chat
- 2009 : Lascars : Sammy
- 2009 : Arthur et la Vengeance de Maltazard : Replay
- 2009 : Logorama : Big Boy et Ronald McDonald (court-métrage)
- 2010 : Allez raconte ! : l'animateur
- 2012 : Sammy 2 : Jimbo
- 2013 : Les Schtroumpfs 2 : le Schtroumpf coquet
- 2013 : Planes : Dusty
- 2014 : Planes 2 : Dusty
- 2016 : Zootopie : Benjamin Clawhauser (versions française et québécoise)

### Télévision

#### Séries d'animation
- 2006 : Les Multiples : FJP
- 2007 : Moot-Moot : Michel MootMoot, le Grand Prêtre et le shérif
- 2011 : Fish 'n' Chips : Chips
- 2017 : Messy et le monde d'Okido : Messy
- 2025 : Astérix et Obélix : Le Combat des chefs : Fastanefurius et le légionnaire germophobe (création de voix)

### Jeux vidéo
- 2006 : Tomb Raider: Legend : Alister
- 2014 : Planes 2 : Mission Canadair : Dusty

## Théâtre
- 2006 : Omar et Fred, le spectacle
- 2014 : Un singe en hiver d'après Antoine Blondin et Michel Audiard, adaptation de Stéphan Wojtowicz et mise en scène de Stéphane Hillel, au Théâtre de Paris, avec Eddy Mitchell, Stephan Wojtowicz, Gérard Loussine, Evelyne Dandry et Chloé Simoneau[12]
- 2016 : Presque seul (one-man-show), au Festival Off d'Avignon (Théâtre Le Palace[13]) et à la Comédie de Paris[14] ; tournée en 2017.